# Ceaux-en-Loudun
Ceaux-en-Loudun è un comune francese di 608 abitanti situato nel dipartimento della Vienne nella regione della Nuova Aquitania.

## Società

### Evoluzione demografica
Abitanti censiti